# Fritz Burger
Fritz Burger (født 10. september 1877 i München, død 22. maj 1916 ved Verdun) var en tysk kunsthistoriker. 
Burgers navn, kendt ved arbejder om italiensk og tysk kunst, er dog særlig knyttet til den store Handbuch der Kunstwissenschaft (i talrige bind og med mange betydelige medarbejdere), som han var grundlæggeren af; selv nåede han kun at få skrevet 1. del af Deutsche Malerei der Renaissance. 
Burger, der var docent ved Universitetet i München, var artilleri-officer under 1. verdenskrig.